# August Willich

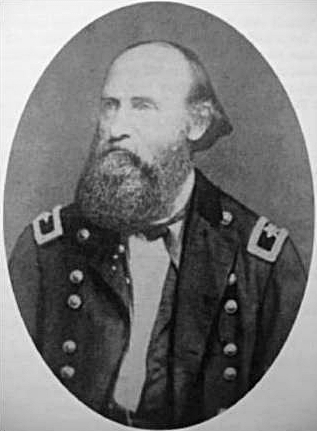
August Willich als Brigadegeneral

Johann August Ernst von Willich (* 19. November 1810 in Braunsberg; † 22. Januar 1878 in St. Marys, Ohio) war ein Führer der Aufständischen während der Badischen Revolution und Brigadegeneral der Unionsarmee im Sezessionskrieg.

## Leben
August von Willich trat 1821 in die Potsdamer Kadettenanstalt ein. Mit 18 Jahren wurde er zum Sekondeleutnant im 7. Artillerieregiment der preußischen Armee in Wesel befördert. Aufgrund seiner Sympathie für den Bund der Gerechten wurde er vor ein Kriegsgericht gestellt und aus der Armee entlassen. 1847 legte Willich seinen Adelstitel ab.
Während der ersten Phase der Revolution 1848/49 kämpfte er während des Heckerzuges im Gefecht auf der Scheideck. Er flüchtete im Anschluss in die Schweiz und nach Frankreich.
1849 kehrte er zurück und führte ein Freikorps im Pfälzischen Aufstand. Friedrich Engels diente in dieser Zeit als sein Adjutant. Im Gefecht bei Rinnthal versuchte er vergeblich den Vormarsch der preußischen Truppen auf Landau aufzuhalten. Beim anschließenden Rückzug der pfälzischen Revolutionsarmee nach Baden folgte Willichs Freikorps als letzte Einheit am 19. Juni 1849. Vom 28. bis 30. Juni war sein Freikorps an den Gefechten an der Murglinie beteiligt. 
Nach der Niederschlagung des Aufstandes floh Willich erneut in die Schweiz. Anschließend ging Willich nach London ins Exil. Dort schloss er sich dem Bund der Kommunisten um Karl Marx und Friedrich Engels an. 1850 kam es zu einem tiefen politischen Konflikt zwischen Marx und Engels auf der einen und Willich und Karl Schapper auf der anderen Seite. Es kam zur Spaltung der Organisation und zur Bildung von sich erbittert bekämpfenden Fraktionen. Gleichwohl versuchte Willich während des Kölner Kommunistenprozesses die Angeklagten, die zu Marx hielten, zu entlasten. Er spürte die Fälscher von Belastungsmaterial auf und brachte den Täter vor ein Polizeigericht. Nur kurze Zeit später löste sich der Bund auf. 1853 wanderte Willich in die Vereinigten Staaten aus und lebte als Zimmermann, Landvermesser und Redakteur des „Cincinnati Republikaner. Organ der Arbeiter“ in den USA.

August Willich im Kampf im Sezessionskrieg

1861 trat Willich als Soldat in das 9. Ohio Regiment ein und nahm damit am Sezessionskrieg teil. Später wurde er Kommandeur des 32. Indiana Regiment (1st German Regiment). Beide Regimenter bildete Willich nach preußischen Vorschriften aus. Für seinen Einsatz in der Schlacht von Shiloh (6./7. April 1862) wurde er mit Wirkung vom 17. Juli 1862 zum Brigadegeneral der Freiwilligen ernannt. In der Schlacht am Stones River geriet Willich in Gefangenschaft und verbrachte vier Monate im Libby-Gefängnis, bis er im Mai 1863 ausgetauscht wurde. Es folgten Teilnahmen an der Schlacht von Chickamauga und an der Schlacht von Chattanooga. Am 15. Mai 1864 erlitt Willich bei Resaca, Georgia, eine schwere Armverwundung, so dass er felddienstuntauglich wurde. Zum 15. Januar 1866 wurde er mit dem Brevet eines Generalmajors der Freiwilligen (wirksam vom 21. Oktober 1865) ehrenvoll entlassen. Nach dem Krieg ging Willich nach Cincinnati und arbeitete in verschiedenen Regierungsämtern. 1870 reiste er nach Deutschland und bot an, im Deutsch-Französischen Krieg zu kämpfen, was aufgrund seines Alters und seiner politischen Vergangenheit abgelehnt wurde. Daraufhin kehrte er in die Vereinigten Staaten zurück. August Willich starb eines natürlichen Todes und ist auf dem Elm Grove Cemetery in Saint Marys beerdigt.

## Ehrungen
- Nach ihm ist die August-von-Willich-Straße in Köln-Ossendorf benannt.